# 賽特·羅林斯

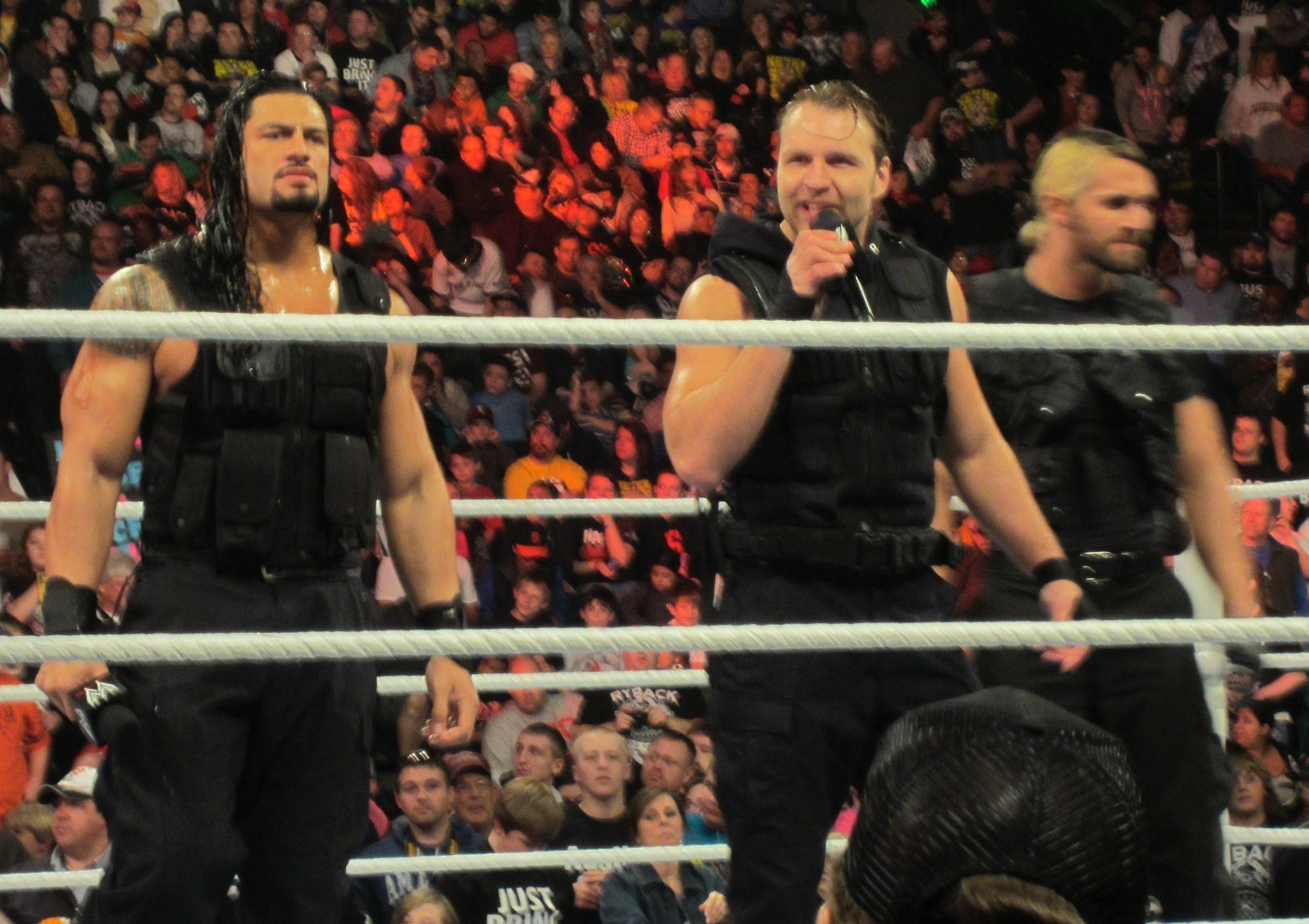
賽斯·羅林斯（右邊者）

賽斯·羅林斯（英語：Seth Rollins，1986年5月28日—），本名科比·羅培茲（Colby Lopez），是美國職業摔角選手，目前受聘於世界摔角娛樂（WWE），並在Raw品牌亮相。
羅培茲於2010年與WWE簽約，並被派往發展中的佛州冠軍摔角（FCW），在那裡他以賽特·羅林斯為擂台名。在WWE將FCW重新命名為NXT之後，他成為首屆NXT冠軍。接下來他與迪恩·安布羅斯和羅曼·瑞恩斯組成名為神盾軍的團隊，並於2012年的強者生存在WWE主秀中首次亮相。隨後他贏得WWE雙打冠軍（與瑞恩斯搭檔）。在團隊於2014年6月首次解散後，羅林斯成為兩次WWE冠軍、兩次環球冠軍、兩次洲際冠軍、一次美國冠軍、六次WWE / Raw雙打冠軍（與瑞恩斯、安布羅斯（兩次）、傑森·喬丹、布勞恩·史卓曼和巴迪·莫菲搭檔）、2014年公事包大戰獲勝者（2014年）、2015年年度超級巨星和2019年男子皇家大戰獲勝者。

## 職業摔角生涯

### 世界摔角娱乐生涯/WWE

#### 神盾军（2012-2014）

##### 亮相主秀
罗林斯在WWE的首秀要追溯到2012年11月18日的强者生存，在当晚的WWE冠军赛上，罗林斯、迪安·安布罗斯和罗曼·瑞恩斯组成的神盾军乱入比赛袭击莱钡克并将其爆桌，神盾军正式进入WWE主秀节目。
神盾军在主节目的第一场比赛便是在2012年12月16日的桌子、梯子、椅子上对阵Team Hell No（肯恩和丹尼尔·布莱恩）和莱钡克，神盾军在这场比赛展现出了强硬的比赛能力和默契的团队配合，最终战胜了对手拿下WWE生涯第一场胜利。神盾军随后与约翰·塞纳、席莫斯、莱钡克展开恩怨并在2013年2月17日的铁笼密室上击败了前三人的组合。神盾军紧接着在同年摔角狂热29上击败了席莫斯、兰迪·奥顿和Big Show三人拿下了首场摔角狂热胜利。

##### 双打冠军
在2013年5月19日的極限規則中，羅林斯與罗曼·瑞恩斯在龍捲風雙打賽擊敗Team Hell No，贏得WWE雙打冠軍，与此同时神盾军进入主秀以来已经保持了长达6个月的团队赛不败金身，直到6月11日的RAW上，Team Hell No和兰迪·奥顿首次击败神盾军结束他们的不败纪录。尽管如此，在6月16日的绝命复仇上，罗林斯和瑞恩斯依旧击败了兰迪·奥顿和丹尼尔·布莱恩并捍卫住了WWE双打冠军。随后，神盾军卫冕双打冠军长达5个月并在此期间击败了黄金时代和乌索兄弟，直到在2013年10月14日的Raw中，羅林斯和瑞恩斯由於受到Big Show的干擾，在無取消資格賽中，雙打冠軍頭銜輸給罗兹兄弟（寇帝·羅茲和達斯汀·羅茲），在随后的地狱牢笼上，罗林斯和瑞恩斯未能击败罗兹兄弟和乌索兄弟夺回冠军，神盾军参加了11月24日的强者生存的十人淘汰赛并由罗曼·瑞恩斯夺得最后的胜利，神盾军在12月15日的桌子、梯子、椅子上三对一对阵CM Punk却出乎意料的战败。

##### 尾声岁月
在神盾军的最后岁月里，罗林斯开始逐渐往单打方向迈进，他参加了2014年1月26日的皇家大战，却在比赛最后被自己的队友罗曼·瑞恩斯淘汰，加剧了组合崩溃的程度。随后神盾军三人转为正派并开始与全权夫妇展开恩怨，神盾军在4月6日的摔角狂热30上击败了肯恩和新世代逃犯夺得团队的第二场摔角狂热胜利。随后神盾军与重组的进化论（Triple H、兰迪·奥顿、戴夫·巴蒂斯塔）展开恩怨并在5月4日的极限法则和6月1日的绝命复仇上两次都击败了进化论。

#### WWE冠军（2014-2016）

##### B计划
在2014年6月2日的Raw中，Triple H提出B计划，羅林斯随即背叛并攻击迪恩·安布羅斯和罗曼·瑞恩斯，加入全權夫婦的行列，再度轉為反派選手，神盾军就此解散。隨後在6月29日的公事包大戰中，在肯恩的幫助下，罗林斯贏得挑戰WWE世界重量級冠軍的合約。尽管赢得合约包，但罗林斯与神盾军队友们的恩怨尚未结束，在接下来的节目期间，迪恩·安布罗斯多次袭击罗林斯并毁坏他的公文包，在8月17日的夏日冲击上，罗林斯击败了迪恩·安布罗斯并将其打伤。随后在9月21日的冠军之夜上，罗林斯通过犯规击败罗曼·瑞恩斯结束了与他的恩怨，赛后迪恩·安布罗斯回归并与罗林斯约战地狱牢笼，罗林斯再次取得比赛胜利。
罗林斯随后率领全權夫婦开始与约翰·塞纳的恩怨，双方在11月23日的强者生存中展开一场十人淘汰赛，最终罗林斯小队不敌塞纳小队战败。12月14日的桌子、梯子、椅子上，罗林斯对阵约翰·塞纳但再次战败。罗林斯参加了2015年1月25日的皇家大战，并与约翰·塞纳和布洛克·雷斯纳进行了一场WWE世界重量级冠军赛，但是罗林斯再次战败未能夺冠。

##### 世纪大劫案
罗林斯参加了2014年3月29日的摔角狂熱31，尽管在当天与兰迪·奥顿的比赛中战败，但在当晚罗曼·瑞恩斯对战布洛克·雷斯纳的WWE世界重量级冠军比赛期间，罗林斯在比赛最后阶段突然出现并兌現公事包合約擊敗罗曼·瑞恩斯和布洛克·雷斯納成為新科WWE世界重量级冠軍。4月26日的极限法则上，罗林斯击败了兰迪·奥顿卫冕冠军，5月17日的绝命复仇上，罗林斯在一场四重威胁赛中击败兰迪·奥顿、迪恩·安布罗斯和罗曼·瑞恩斯再次卫冕冠军，6月14日的公文包大战上，罗林斯再次击败迪恩·安布罗斯结束与其的恩怨，7月19日的杀戮战场上，罗林斯对阵回归的布洛克·雷斯纳，比赛中送葬者回归袭击雷斯纳，比赛以无结果结束。
在8月23日的夏日衝擊中，在喬恩·史都華的幫助下，罗林斯擊敗約翰·希南成為新科WWE美國冠軍。贏得勝利後，羅林斯成為WWE有史以來第一個也是唯一一個同時獲得WWE世界冠軍和WWE美國冠軍的選手，直到在9月20日的冠軍之夜上輸給希南，讓希南再次奪回美國冠軍，不過羅林斯在當晚晚些時候舉行的WWE冠軍賽中，擊敗史汀，捍衛住WWE冠軍頭銜。10月25日，羅林斯在地獄鐵籠中成功擊敗肯恩衛冕冠軍頭銜，按照比賽的規定，肯恩從運營總監的職位上遭到解僱。
11月4日，在爱尔兰都柏林舉辦的WWE現場比賽，在與肯恩的比賽中，羅林斯在試圖使出落日空翻炸彈摔（Sunset flip powerbomb）的同時，撕裂膝蓋的前十字韧带、內側副韌帶和內側半月板。由於傷勢需要手術，據估計，羅林斯大約六到九個月的時間內無法工作，因此他被迫在第二天讓出WWE世界重量級冠軍頭銜，結束220天的衛冕。在12月21日的Raw中，羅林斯出席衝擊大賞的頒獎典禮，他榮獲該年度的超級巨星獎項。

#### 第二次神盾军（2016-2018）

##### 神盾军内战
在2016年5月22日的極限規則中，羅林斯在羅曼·瑞恩斯擊敗A·J·史泰爾斯衛冕WWE世界重量級冠軍頭銜後回歸，並對瑞恩斯使出。在第二天晚上的Raw上，辛恩·麥馬漢安排罗曼·瑞恩斯和羅林斯在公事包大戰的比賽。在6月19日的公事包大戰中，羅林斯擊敗罗曼·瑞恩斯，拿下第二次的WWE世界重量級冠軍頭銜，因此也成為第一位在主秀單打比賽中正式擊敗罗曼·瑞恩斯的選手，但在幾分鐘後隨即遭到當晚公事包鐵梯戰獲勝者迪恩·安布羅斯兌現合約成功，結束第二度的衛冕。7月，羅林斯未能贏得重新更名的WWE冠軍。他在Raw和SmackDown上多次未能從安布羅斯手中奪回冠軍。在7月19日的2016年WWE選秀中，羅林斯被選入Raw，成為該品牌的第一指名。在7月24日的殺戮戰場上，羅林斯在新改名的WWE世界冠軍三方威脅賽上與迪恩·安布羅斯和罗曼·瑞恩斯對決，最終這場比賽由安布羅斯獲勝，罗林斯无缘夺冠。

##### 弑君者
由於安布羅斯被選入SmackDown的緣故。因此，隔天晚上的Raw上，引入WWE環球冠軍。羅林斯是頭號挑戰者，參加首屆冠軍爭奪賽，但最終在8月21日的夏日衝擊上輸給芬恩·貝勒无缘成为首任冠军。在8月21日的比赛上，罗林斯与芬恩·貝勒在比赛中配合出现问题导致后者手臂脱臼不得不在次日放弃刚刚获得的WWE环球冠军，罗林斯紧接着参加了决定新任冠军的淘汰赛并晋级决赛，决赛中罗林斯遭受到回归的Triple H的背叛而被凯文·欧文斯压制错失夺冠机会。罗林斯参加了9月25日的冠军争霸，挑战凯文·欧文斯的WWE环球冠军但最终战败。随后在10月30日的地狱牢笼上，罗林斯再次挑战凯文·欧文斯却也再次战败。
在2017年1月30日的WWE Raw上，羅林斯遭到薩摩亞·喬的攻擊意外受傷，在3月13日的Raw上，受傷的羅林斯回歸，以保護Raw總經理米克·佛利免受Triple H的攻擊，但再次受到重創。隨後雙方簽下一份合約，相約在摔角狂熱33進行一場無責任戰，羅林斯最後以其人之道還治其人之身，使用Triple H的終結技Pedigree擊敗對手结束与Triple H的恩怨。在摔角狂熱之後，羅林斯於4月30日在絕命復仇中，擊敗薩摩亞·喬，讓喬在主秀中的首場單打比賽失利。

##### 重组神盾军
2017年8月，罗林斯与迪恩·安布罗斯重组双打组合并在8月20日的夏日衝擊上與迪恩·安布羅斯擊敗标杆（希薩羅及席莫斯）成功拿下WWE Raw雙打冠軍。在9月24日的完全终结上，二者再次击败标杆卫冕WWE RAW双打冠军。随后，罗曼·瑞恩斯也重新加入团队并重组神盾军，10月22日，由于罗曼·瑞恩斯的缺席，科特·安格临时与罗林斯和迪恩·安布罗斯组队挑战肯恩和标杆并取胜。在11月6日的Raw上，由於受到SmackDown的明日組合的干擾，輸給标杆，讓出冠軍頭銜，結束78天的衛冕。11月19日的强者生存上，神盾军迎来重组后第一次三人组队赛并在该赛事上击败明日組合。随后罗林斯与杰森·乔丹组队并在12月25日的RAW上再次击败标杆夺得WWE RAW双打冠军却又在2018年1月28日的皇家大战上再次输给标杆丢掉冠军。罗林斯也参加了同届赛事的30人上绳挑战赛并被罗曼·瑞恩斯淘汰。

##### 洲际冠军
罗林斯参加了2月25日的铁笼密室并被布劳恩·史卓曼淘汰。4月8日的摔角狂热34，罗林斯在一场WWE洲际冠军三重威胁赛中击败了芬恩·貝勒和米兹夺得WWE洲际冠军，至此，罗林斯成为了WWE第29位三冠王和第18位大满贯选手。罗林斯参加了4月27日的超级皇家大战并在该赛事中击败了薩摩亞·喬、芬恩·貝勒、米兹卫冕了洲际冠军。6月18日的RAW上，罗林斯不敌多夫·錫格勒输掉洲际冠军，罗林斯随后在7月15日的极限法则上再次挑战多夫·錫格勒，打了一场30分钟铁人赛但最终以4:5的比分战败无缘夺冠。8月19日的夏日冲击，罗林斯再次挑战多夫·錫格勒并获得胜利再次夺冠，9月16日的地狱牢笼上，罗林斯再次与迪恩·安布罗斯组队挑战多夫·錫格勒和祖鲁·麦金泰尔的WWE RAW双打冠军。10月22日的RAW上，罗林斯与迪恩·安布罗斯再次挑战多夫·錫格勒和祖鲁·麦金泰尔最终获胜并夺得第4次WWE RAW双打冠军，罗林斯成为同时拥有WWE洲际冠军和WWE RAW双打冠军的选手，然而在赛后，迪恩·安布罗斯攻击罗林斯并宣布组合解散，11月5日的RAW上，罗林斯不得不一个人挑战AOP捍卫冠军，最终罗林斯战败丢失冠军。11月18日的强者生存上，代表RAW的罗林斯击败了代表SmackDown的WWE美国冠军中邑真辅。12月16日的桌子、梯子、椅子上，罗林斯不敌迪恩·安布罗斯输掉WWE洲际冠军。

#### WWE环球冠军（2018-2019）

##### 环球冠军
在2019年1月27日的皇家大戰上，羅林斯最終淘汰布勞恩·史卓曼成為該屆皇家大戰的優勝者，獲得在摔角狂熱大賽上挑戰冠軍的機會。在隔天晚上的Raw上，羅林斯選擇挑戰布洛克·雷斯納的WWE環球冠軍頭銜。在4月7日的摔角狂熱35上，羅林斯對布洛克·雷斯納使出了3次，成功擊敗雷斯納贏得生涯首次WWE環球冠軍。5月19日的公文包大战上，罗林斯击败A.J.斯泰尔斯卫冕冠军。

##### 神盾军终章
随着罗曼·瑞恩斯的回归，神盾军三人组再次重组并在3月10日的快车道上击败巴伦·科尔宾、鲍比·莱斯利和祖鲁·麦金泰尔，随后神盾军多次出席现场秀并参加多次比赛。4月21日的现场秀神盾军终章上，神盾军三人再次击败巴伦·科尔宾、鲍比·莱斯利和祖鲁·麦金泰尔，赛后迪恩·安布罗斯发表离别感言并在不久后合同到期正式离开WWE，随着迪恩·安布罗斯的离开，神盾军正式解散。

##### 弑兽者
在7月14日的極限規則賽後，布洛克·雷斯纳兌現公事包合約成功擊敗羅林斯，羅林斯也因此失去冠軍頭銜，結束98天的衛冕。在隔天晚上的Raw上，羅林斯在多人混戰中最終淘汰蘭迪·歐頓成功獲得在夏日衝擊上挑戰布洛克·雷斯纳WWE环球冠军的機會。在夏日衝擊上，尽管赛前腹部受伤，但羅林斯无争议击败布洛克·雷斯纳拿下第2次的WWE環球冠軍，罗林斯是布洛克·雷斯纳自2012年回归WWE以来第一次在比赛中无争议击败雷斯纳的选手，在剧情上获得“弑兽者”（Beast Killer）的称号，而这次夺冠也使他成為布洛克·雷斯納以外第二位多次獲得WWE環球冠軍的選手，以及首位在摔角狂熱和夏日衝擊比賽中皆有擊敗過雷斯納的選手。
在8月19日的Raw中，羅林斯與布勞恩·史卓曼合作擊敗卡爾·安德森和路克·蓋洛斯贏得他生涯創紀錄的第五次WWE Raw雙打冠軍。在冠军争霸中，羅林斯和布勞恩·史卓曼將雙打冠軍頭銜輸給多夫·錫格勒和羅伯特·盧迪。當晚晚些時候，羅林斯在主賽事中成功擊敗布勞恩·史卓曼衛冕WWE環球冠軍頭銜，但比賽結束後遭到“邪神”布雷·外耶特的攻擊。在地獄鐵籠中，羅林斯在地獄鐵籠賽中與邪神對決，在邪神被數種武器掩埋並被羅林斯用大鐵鎚攻擊後，裁判停止比賽。之後，羅林斯被任命為皇冠珠寶霍肯團隊的隊長。但是，當他被安排再與外耶特進行比賽時被免職，而這一場比賽是一場隨處壓制賽。10月31日的皇冠珠寶上，罗林斯对阵“邪神”布雷·外耶特，最終這場比賽由邪神獲勝，羅林斯也輸掉WWE环球冠軍頭銜。

#### 弥赛亚（2019-2020）
2019年11月24日，罗林斯被选为强者生存大赛RAW队的队长，将在当届赛事对阵SmackDown队和NXT队，在这场比赛中，罗林斯坚持到最后三人但被基斯·李淘汰，最终由罗曼·瑞恩斯赢得比赛。第二天的RAW上，罗林斯斥责RAW队成员能力不佳未能取胜遭致凯文·欧文斯的挑战，在罗林斯与后者的比赛中，AOP乱入比赛袭击了凯文·欧文斯，尽管罗林斯一开始否认自己与AOP结盟，但在12月9日的RAW上罗林斯袭击了凯文·欧文斯并与AOP正式组队且转为反派，这是罗林斯自2016年以来再次转反。
此后，罗林斯开始在节目中称自己为“周一晚救世主”和“弥赛亚”，并与AOP和巴迪·墨菲结盟，2020年1月20日的RAW上，罗林斯和巴迪·墨菲组队战胜了战争袭击者夺得WWE RAW双打冠军。罗林斯以第30位的顺序参加了皇家大战但最终被当届赢家祖鲁·麦金泰尔淘汰。3月2日的RAW上，罗林斯和巴迪·墨菲不敌街头利润输掉WWE RAW双打冠军，尽管罗林斯和巴迪·墨菲参加了3月8日的铁笼密室，但依旧未能夺回冠军。罗林斯随后卷入和凯文·欧文斯的恩怨并在3月25日的摔角狂热36的无取消资格赛上输给后者结束恩怨。罗林斯接着参加了5月10日的公文包大战并挑战祖鲁·麦金泰尔的WWE冠军但最终失败。随后罗林斯开始与雷·密斯特里欧展开恩怨，双方在7月19日的极限法则上打了一场以眼还眼赛，最终由罗林斯拿下胜利，雷·密斯特里欧在剧情上受伤离开后，罗林斯与他的儿子多米尼克·密斯特里欧继续恩怨，双方在8月23日的夏日冲击上打了一场街头大战并由罗林斯再次获胜。8月30日的绝命复仇上，雷·密斯特里欧和多米尼克·密斯特里欧组队击败了罗林斯和巴迪·墨菲。罗林斯接着参加了WWE冠军头号挑战者的三重威胁赛，但被兰迪·奥顿击败无缘晋级。
10月5日的RAW上，由于罗林斯屡战屡败，他与巴迪·墨菲在本次节目上分道扬镳，巴迪·墨菲在罗林斯拒绝道歉后袭击了他，罗林斯的双打组合正式解散，双方的恩怨在11月20日的SmackDown上由巴迪·墨菲击败罗林斯而告终，由于WWE整体节目受到新冠疫情的影响，导致AOP早在2020年3月份便被WWE开除，罗林斯的这段剧情在2020年年底无疾而终。

#### 怪胎时期（2021-2023）

##### 冠名怪胎
罗林斯参加了2021年1月31日的皇家大战并在比赛最后被Edge淘汰。在休息了两个月后，罗林斯与中邑真辅在3月21日的快车道上打了场比赛并获得胜利。罗林斯随后与希薩羅发生恩怨并在4月10日的摔角狂热37上展开对决，在一场精彩的比赛后，罗林斯最终战败。6月20日的地狱牢笼上，罗林斯再次挑战希薩羅并获得胜利结束恩怨。罗林斯参加了7月18日的公文包大战但最终未能夺得公文包，随后当晚罗林斯在Edge与罗曼·瑞恩斯的WWE环球冠军赛中乱入比赛袭击Edge并开始与Edge的恩怨，双方在8月21日的夏日冲击上展开对决，罗林斯最终战败，10月21日的皇冠珠宝上双方再战，罗林斯再次战败结束恩怨。10月25日的RAW上，罗林斯在击败雷·密斯特里欧、芬恩·贝勒、凯文·欧文斯后赢得了WWE冠军头号挑战者资格并将在2022年1月1日的第一日上挑战Big E的WWE冠军。罗林斯参加了11月21日的强者生存10人淘汰赛并在比赛最后淘汰杰夫·哈迪赢得比赛。2022年1月1日的第一日上的WWE冠军赛是一场五重威胁赛，布洛克·雷斯纳最终赢得比赛。从此开始，罗林斯在名字里冠以“freakin（怪胎）”继续剧情，罗林斯紧接着与罗曼·瑞恩斯开展恩怨并在1月29日的皇家大战上挑战他的WWE环球冠军，值得一提的是本场比赛罗林斯使用了神盾军的出场音乐并身穿神盾军时期的“防弹服”，最终本场比赛以罗曼·瑞恩斯的犯规结束，罗林斯尽管取得胜利但是再次无缘夺冠。罗林斯在2月19日的铁笼密室上挑战WWE冠军，但是被布洛克·雷斯纳淘汰。

##### 五星级比赛
在失去了所有夺得冠军的机会后，罗林斯与凯文·欧文斯组队挑战双打冠军试图以此进入摔角狂热38，但在3月7日的RAW上，他们被RK-Bro（兰迪·欧顿和马特·里德尔）击败无缘夺得WWE RAW双打冠军，罗林斯一度被宣判无缘摔角狂热38。
罗林斯本无缘参加4月2日的摔角狂热38，直到文斯·麦克曼在3月28日的RAW上宣布罗林斯将在该届赛事上面对他所选择的对手，4月2日的摔角狂热38第一晚，罗林斯的对手被揭晓为时隔6年回归WWE的科迪·罗兹，罗林斯最终不敌科迪·罗兹落败。在5月8日的爆裂震撼上，罗林斯再次挑战科迪·罗兹但依旧落败，随后在第二天的RAW上罗林斯乱入比赛袭击科迪·罗兹并再次宣战，双方最终在6月5日的地狱牢笼上演了三番战，科迪·罗兹带伤出战并最终取得胜利结束了与罗林斯的恩怨，本场比赛被戴夫·梅尔泽评为五星级。

##### 美国冠军
罗林斯参加了7月2日的公文包大战但是未能夺得公文包，紧接着他与马特·里德尔产生了恩怨并在9月3日的城堡争霸上以罗林斯获胜告终，二者在10月8日的地狱牢笼上再战，在特殊的搏击赛的规则下，罗林斯最终以锁技降伏了马特·里德尔。
罗林斯在10月10日的RAW上挑战了鲍比·莱斯利的美国冠军并在腰部受伤的情况下取得胜利再次夺得WWE美国冠军，然而紧接着在11月26日的强者生存上的一场三重威胁赛中输给奥斯汀·希尔瑞失去冠军。罗林斯在2023年1月2日的RAW上再次挑战奥斯汀·希尔瑞但是最终战败。

#### WWE世界重量级冠军（2023-2024）

##### 新任冠军
罗林斯参加了1月28日的皇家大战但是被跨界选手罗根·保罗淘汰，在2月18日的铁笼密室中，罗林斯在争夺WWE美国冠军的铁笼密室淘汰赛坚持到最后但是受到罗根·保罗干扰，被奥斯汀·希尔瑞淘汰无缘冠军。随后罗林斯以此约战罗根·保罗并在4月1日的摔角狂热39第一晚击败了罗根·保罗结束恩怨。罗林斯参加了5月8日的爆裂震撼大赛并在该赛事中击败了奥莫斯。
由于来自SmackDown的罗曼·瑞恩斯长期把持着WWE冠军和WWE环球冠军两条一线冠军腰带，Triple H在5月1日的RAW上推出了专属于RAW的一线冠军：WWE世界重量级冠军，并在5月8日的RAW开始争夺，罗林斯参加了腰带锦标赛并在第一轮的三重威胁赛中击败了达米安·普利斯特和中邑真辅，在当晚的主站赛中，罗林斯再次击败芬恩·贝勒晋级在冠军之夜的决赛，5月27日的冠军之夜，罗林斯战胜A.J.斯泰尔斯夺得WWE世界重量级冠军成为这条全新一线腰带的首位冠军。
罗林斯在夺冠后卷入与芬恩·贝勒的恩怨中，芬恩·贝勒提及2016年罗林斯在比赛中致使其受伤放弃WWE环球冠军的往事并要求在公文包大战上挑战罗林斯，7月1日的公文包大战上，罗林斯战胜芬恩·贝勒卫冕冠军，8月5日的夏日冲击上，双方展开二番战并以罗林斯的再次获胜告终。随后罗林斯与中邑真辅开始恩怨，双方在9月2日的绝命复仇和10月7日的快车道上展开两次对决并均以罗林斯的胜利结束。11月4日在利雅得举行的皇冠珠宝上，罗林斯对阵祖鲁·麦金泰尔取得胜利。随后在11月25日的强者生存上，罗林斯的队伍（罗林斯、兰迪·欧顿、科迪·罗兹、萨米·扎恩、杰·乌索）取得了战争游戏的胜利，值得一提的是，本场比赛结束后，离开WWE长达9年的CM Punk在赛事尾声回归，罗林斯表现出相当不满的情绪。在12月4日的RAW上，罗林斯战胜了杰·乌索卫冕冠军头衔，并接着在2024年1月1日和1月15日的RAW上分别击败祖鲁·麦金泰尔和金德·马哈尔继续卫冕冠军。

##### 摔角狂热40
科迪·罗兹赢得了2024年皇家大战，在科迪·罗兹选定摔角狂热对手的节目上，罗林斯和科迪·罗兹与罗曼·瑞恩斯和巨石强森发生了争执，罗林斯作为科迪·罗兹的双打搭档卷入了与罗曼·瑞恩斯和巨石强森的恩怨中，罗林斯与科迪·罗兹组队在摔角狂热40第一晚主站赛对阵罗曼·瑞恩斯和巨石强森但被击败，紧着在第二晚的开场赛，罗林斯便需要在一场WWE世界重量级冠军赛中面对祖鲁·麦金泰尔，最终祖鲁·麦金泰尔强势击败罗林斯夺走了WWE世界重量级冠军并结束了他316天的冠军统治，罗林斯成为有史以来第一位在一届摔角狂热输掉两场比赛的选手。不过当晚主站赛罗林斯依旧出场帮助科迪·罗兹击败了罗曼·瑞恩斯。该届赛事结束后，罗林斯宣布离开节目接受膝盖治疗。

##### 伤愈回归
时隔两个月后，罗林斯在6月17日的RAW上回归，时任WWE世界重量级冠军达米安·普利斯特向罗林斯发出挑战，双方在接下来的一周达成协议：若罗林斯未能取得胜利，那么他将无法再次挑战达米安·普利斯特的冠军。双方在7月6日的公文包大战上展开对决，比赛中途当届赛事的合约公文包得主祖鲁·麦金泰尔乱入比赛并兑现合约使得比赛变为一场三重威胁赛，当祖鲁·麦金泰尔即将获胜时CM Punk乱入比赛袭击祖鲁·麦金泰尔，达米安·普利斯特最终压制祖鲁·麦金泰尔卫冕冠军，罗林斯失去再次挑战冠军的机会。罗林斯在8月3日的夏日冲击上担任CM Punk和祖鲁·麦金泰尔比赛的特邀裁判，比赛中罗林斯被CM Punk误伤，最终祖鲁·麦金泰尔获胜。8月4日的RAW上，罗林斯被布朗森·里德袭击并暂时离开节目。缺席一个月后罗林斯在9月30日的RAW上回归并袭击布朗森·里德，双方在11月2日的皇冠珠宝上展开对决，最终由罗林斯获胜结束恩怨。

#### 与保罗·黑门结盟（2025-至今）

##### 摔角狂热41
2025年1月6日由Netflix首播的RAW上，罗林斯与CM Punk展开对决，最终罗林斯不敌CM Punk落败。罗林斯参加了2月1日的皇家大战，但当他试图淘汰罗曼·瑞恩斯时被CM Punk偷袭淘汰，被淘汰后三人在场下爆发冲突，罗林斯击倒了罗曼·瑞恩斯和CM Punk后愤然离场。罗林斯接着参加了3月1日的铁笼密室，在主站赛争夺WWE冠军和WWE环球冠军的头号挑战者，罗林斯在比赛中被CM Punk淘汰，但他随后袭击CM Punk导致后者被约翰·塞纳淘汰。罗林斯与CM Punk约战3月10日的RAW，并且是一场铁笼赛，罗林斯在比赛中被突然回归的罗曼·瑞恩斯拖出铁笼殴打，这也导致罗林斯赢得比赛，罗曼·瑞恩斯在打倒CM Punk和罗林斯后离去。随后三人正式敲定在摔角狂热41上的比赛。
尽管CM Punk和罗曼·瑞恩斯围绕着经纪人保罗·黑门的归属存在一定的纠纷，但是在摔角狂热41第一晚的主站赛上，保罗·黑门在罗林斯对阵CM Punk和罗曼·瑞恩斯的三重威胁赛上先后背叛并袭击CM Punk和罗曼·瑞恩斯，随后保罗·黑门将袭击用的铁椅递交给罗林斯，正式宣布二人结盟，罗林斯以铁椅攻击罗曼·瑞恩斯后以一记战争践踏结束了比赛。

##### 第二次公文包
罗林斯自摔角狂热41后正式转为反派，这是他自2022年以来再一次转反，在4月21日的RAW上，保罗·黑门和罗林斯将布朗·布雷克纳入他们的团队，三人组在节目尾声打败了CM Punk和罗曼·瑞恩斯。在5月5日的RAW上，罗林斯挑战杰·乌索的WWE世界重量级冠军，但在比赛中遭遇CM Punk的袭击而未能夺冠。5月24日的周六夜主站赛上，在布朗森·里德的帮助下，罗林斯和布朗·布雷克击败了CM Punk和萨米·扎恩并宣布布朗森·里德加入罗林斯的团队。6月7日的公文包大战，在布朗森·里德和布朗·布雷克的干扰下，罗林斯再次夺得合约公文包，凭借这场胜利，罗林斯成为继Edge、CM Punk、米兹后第四位两次夺得合约公文包的选手，也是继CM Punk后第二位两次在公文包大战直接夺得合约公文包的选手。

##### 受伤暂别
7月12日的周六夜主站赛上，罗林斯在对阵LA Knight的比赛中出现膝盖受伤的情况，裁判发出警告，判定LA Knight获胜。罗林斯在比赛后缺席节目进行治疗。

## 擂台招式
- 終結技

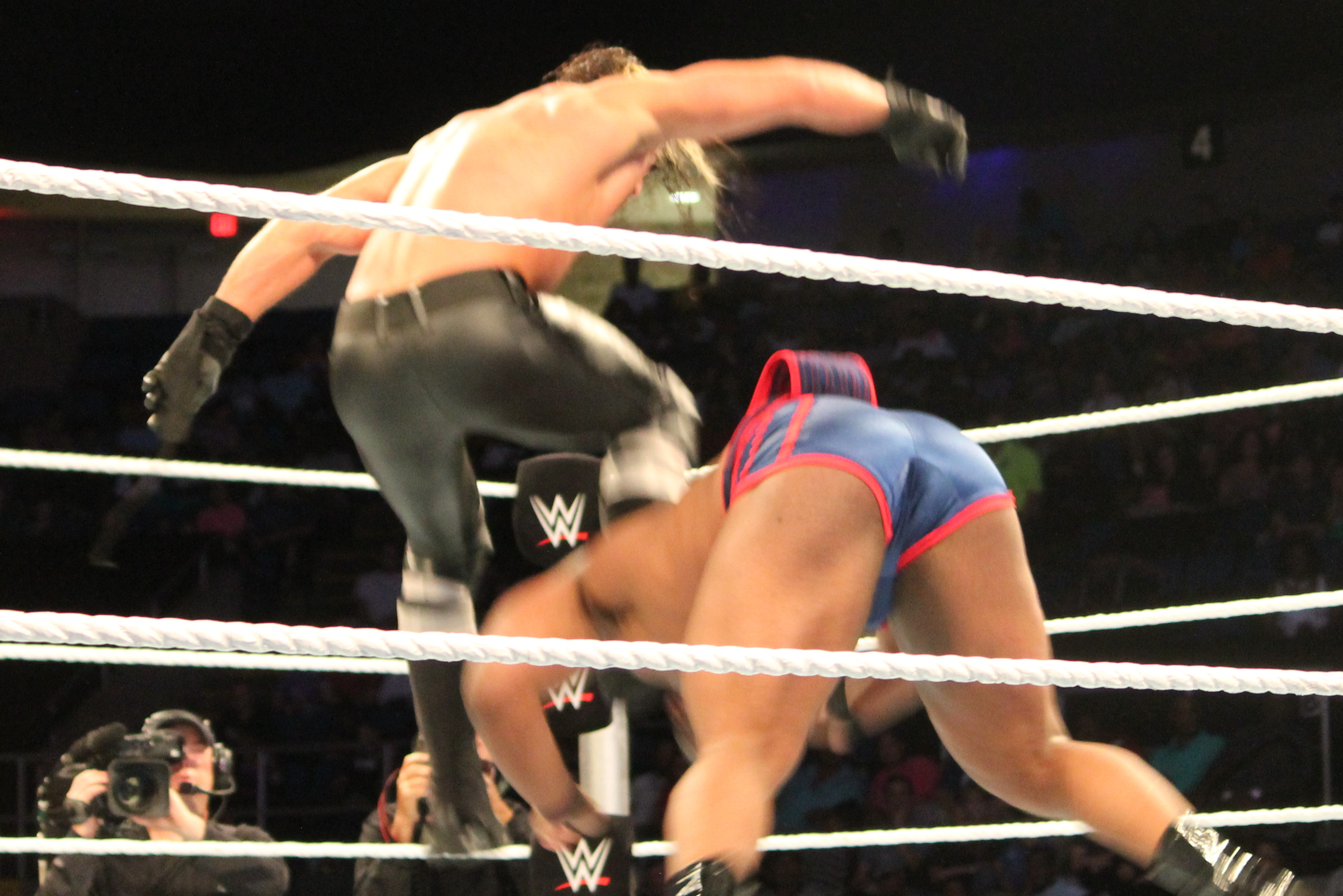
2014年9月，羅林斯對Big E使出他的終結技“Curb Stomp”

  - Kingslayer（2017－2018）
  - Curb Stomp
  - Pedigree（2015－2017）
- 常用技
  - Superkick
  - Blockbuster
  - Turnbuckle Power Bomb
  - Diving high Knee
  - Diving frog splash
  - Tope Con Hilo
  - Enzuguri
  - Three Amigo
  - Suiside Dive
  - Figure 4 leglock
  - Springboard knee strike
  - Phoenix splash
  - Forearm smash
  - Reverse STO into the turnbuckle
  - Standing shooting star press
  - Falcon's Arrow

## 冠軍經歷及成就
- 世界摔角娛樂
  - 世界重量級冠軍（1次，現任）
  - WWE環球冠軍（2次）
  - WWE冠軍（2次）
  - WWE美國冠軍（2次）
  - WWE（Raw）雙打冠軍（6次）
  - WWE洲際冠軍（2次）
  - NXT冠軍（1次）
  - 公事包大戰（2014年）
  - 皇家大戰（2019年）
  - 衝擊大賞（9次）
  - 第19位達成世界摔角娛樂冠軍大滿貫
  - WWE年終獎（英语：WWE Year-End Award）（一次）
    - 最佳團圓（2018年）與迪恩·安布羅斯和羅曼·瑞恩斯作為神盾軍成員[17]

## 外部連結
- 賽特·羅林斯在WWE官方網站的介紹 （页面存档备份，存于）（英文）
- 賽特·羅林斯的Facebook專頁
- 賽特·羅林斯的X（前Twitter）
- 科比·羅培茲在互联网电影资料库（IMDb）上的資料（英文）